# Allotinus kallikrates
Allotinus kallikrates är en fjärilsart som beskrevs av Hans Fruhstorfer 1913. Allotinus kallikrates ingår i släktet Allotinus och familjen juvelvingar. Inga underarter finns listade i Catalogue of Life.